# V428 Андромеды
V428 Андромеды (лат. V428 Andromedae), HD 3346 — двойная звезда в созвездии Андромеды на расстоянии приблизительно 659 световых лет (около 202 парсеков) от Солнца. Видимая звёздная величина звезды — от +5,19m до +5,13m.

## Характеристики
Первый компонент — оранжевый гигант, полуправильная переменная звезда типа SRS спектрального класса K5-M0III, или K5, или K6IIIa, или K7III. Масса — около 2,385 солнечных, радиус — около 64,53 солнечных, светимость — около 907,939 солнечных. Эффективная температура — около 3820 К.
Второй компонент — коричневый карлик. Масса — около 19,4 юпитерианских. Орбитальный период — около 576 суток. Удалён на 1,998 а.е..

## Планетная система
В 1996 году опубликовано, что изменения лучевой скорости звезды больше ожидаемых. Для объяснения этих изменений была предложена планетная система. Эти планеты пока не подтверждены.